# Kesklinn, Tartu
Kesklinn är en stadsdel i Tartu i Estland.